# Samostanowienie narodów

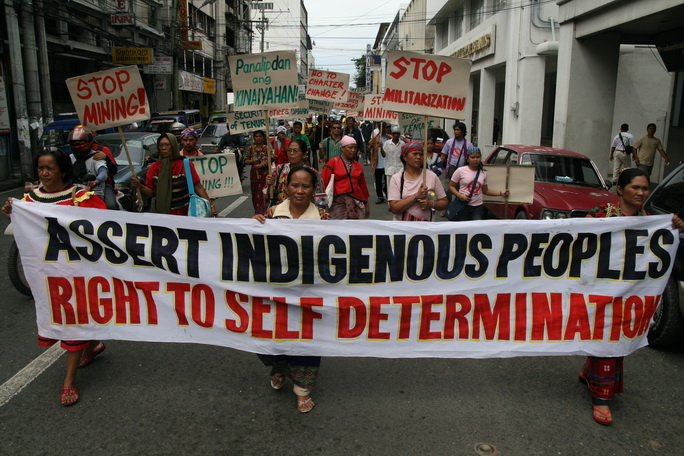
Samostanowienie narodów

Samostanowienie narodów (samostanowienie ludów) – prawo do swobodnego określania statusu politycznego, społecznego, gospodarczego oraz kulturowego, a także prawo do utworzenia własnego państwa lub połączenia się z państwem już istniejącym.
Początki prawa do samostanowienia narodów sięgają prądów umysłowych końca I wojny światowej. Samostanowienie narodów jako zasadę polityczną, przyznającą wszystkim narodom prawo do tworzenia i posiadania własnej państwowości sformułował m.in. Włodzimierz Lenin. Przejawiała się ona na przykład w deklaracji prezydenta USA Woodrowa Wilsona, przyznającej m.in. Polakom prawo do posiadania państwa. Samostanowienie narodów jest jedynym prawem człowieka o charakterze zbiorowym, traktowanym jako warunek korzystania z innych praw człowieka tej generacji (3. generacji praw człowieka). Przyjmuje się, że samostanowienie narodów może być realizowane tylko przez ludność zamieszkującą określony obszar i dominującą na nim.